# Барретто, Рэй
Рэй Барре́тто (англ. Ray Barretto, исп. Raymond Barretto Pagán, известен также как «King of the Hard Hands» — «Король тяжёлых ладоней», 29 апреля 1929, Нью-Йорк, США — 17 февраля 2006, Хакенсак, Нью-Джерси, США) — американский музыкант-перкуссионист (конгеро) и композитор пуэрто-риканского происхождения, многими почитаемый как крёстный отец латиноамериканского джаза. Лауреат премии «Грэмми», первый в истории США музыкант, записавший латиноамериканскую песню, вошедшую в хит-парад журнала «Биллборд».

## Детство и юность
Рэй Барретто родился в районе Бруклин Нью-Йорка в семье пуэрториканцев. По правилам испанского языка его фамилия должна была быть записана в свидетельстве о рождении как Barreto, но вследствие ошибки, вызванной формальной передачей звучания фамилии с помощью английской орфографии, фамилия обрела второе «T».
Родители Рэя переехали из Пуэрто-Рико в Нью-Йорк в начале 1920-х годов в поисках лучшей доли. Детство Барретто прошло в латиноамериканских гетто Испанского Гарлема и Бронкса. Под влиянием матери Рэй рано начал интересоваться музыкой и полюбил таких джазовых музыкантов, как Дюк Эллингтон и Каунт Бэйси.
В 1946 году, в возрасте 17 лет Барретто призвали в армию. Попав служить на базу в Германию, Барретто познакомился с бельгийским вибрафонистом Фэтсом Сади (Fats Sadi), работавшим в то время в «Орландо», джаз-клубе армии США. Однако последней каплей, повлиявшей на решение Рэя Барретто стать профессиональным музыкантом, стала услышанная им композиция «Мантека» (Manteca) в исполнении оркестра Диззи Гиллеспи с кубинским перкуссионистом Чано Посо на конгах.

## Начало карьеры
В 1949 году, когда Барретто вернулся домой с военной службы, он начал посещать клубы, участвуя в джем-сейшнах и совершенствуя своё умение в игре на конгах. Первым оркестром, в которой он начал играть на регулярной основе, была группа Эдди Боннемере «Латин-джаз комбо» (Eddie Bonnemere’s Latin Jazz Combo). Во время одного из таких выступлений его услышал Чарли Паркер и пригласил играть в своём ансамбле.
Спустя некоторое время Барретто пригласил играть в своём оркестре пианист Хосе Курбело (José Curbelo). Сотрудничество с Курбело длилось около четырёх лет, а затем, в 1957 году Рэй Барретто поступил на работу в оркестр Тито Пуэнте, сменив Монго Сантамарию и приняв участие в записи знаменитого альбома Пуэнте «Одержимость танцем» (Dance Mania). За время работы в оркестре Тито Пуэнте, длившееся также четыре года, Барретто выработал свой уникальный стиль игры на конгах, став одним из наиболее востребованных конгеро Нью-Йорка и получая множество приглашений от руководителей ведущих джазовых оркестров города. Он работал с такими гигантами джаза, как Макс Роач, Чарли Паркер, Арт Блэйки, Кол Тжадер, Диззи Гиллеспи и др. Побочным результатом известности Барретто стал интерес американских джазменов к латиноамериканской перкуссии, которые стали использовать её в составе своих ансамблей.

## Сольная карьера
В 1960 году Рэй Барретто стал сессионным музыкантом компаний звукозаписи «Престиж», «Блю ноут» и «Риверсайд». Нью-Йорк, ставший центром латиноамериканской музыки США, в те времена испытывал настоящий бум чаранги. На волне этого интереса в 1961 году Оррин Кипньюс (Orrin Keepnews) из компании «Риверсайд», который был знаком с прежними работами Барретто в области джаза, предложил Рэю организовать собственный оркестр-чарангу. Барретто воспользовался этим предложением и в том же году выпустил альбом «Пачанга с Барретто» (Pachanga with Barretto).
В 1962 году вышла новая пластинка с записями джем-сейшнов оркестра Рэя Барретто — «Латино!» (Latino!), в работе над которой к Барретто примкнули тенор-саксофонист Хосе «Чомбо» Сильва (José «Chombo» Silva) и трубач Алехандро «Эль негро» Вивар (Alejandro «El Negro» Vivar). Вторым альбомом, который Барретто выпустил в 1962 году стал диск «Современная чаранга» (Charanga moderna), принёсший ему огромный успех. Диск стал «золотым», а по итогам 1963 года песня «El watusi» с этого альбома вошла в двадцатку лучших песен США, став, таким образом, первой латиноамериканской композицией, попавшей на верхние строчки хит-парада журнала «Биллборд».
Следующие 8 альбомов Барретто, выпущенные с 1963 по 1966 год, были выдержаны в разных стилях. Все они имели коммерческий успех, однако их вклад в развитие современной латиноамериканской музыки по-настоящему был осознан и оценен лишь годы спустя.
В 1967 году Рэй Барретто подписал контракт с компанией «Фаниа Рекордс» и в корне изменил звучание своего оркестра. Скрипки, характерные для чаранги, были полностью заменены на мощные медные духовые, а сама стилистика музыки смещена в сторону ритм-н-блюза. В новом составе своего оркестра Рэй записал альбом «Кислота» (Acid). Музыку Барретто трудно ограничить рамками одного стиля, но в целом звучание этого диска приближено к бугалу. Несмотря на резкую смену стиля, Барретто снова «попал в яблочко»: альбом был принят слушателями более, чем благожелательно.
Следующие 9 альбомов Барретто, записанные на «Фании» с 1968 по 1975, были ещё более успешными, чем предыдущие. Фактически, единственным неприятным событием в его музыкальной карьере того периода был уход в конце 1972 года из оркестра вокалиста Адальберто Сантьяго (с которым Рэй работал с 1966 года) и четверых музыкантов. Тем не менее, обновление состава оркестра не оказало существенного влияния на успех Барретто. Альбом 1975 года «Барретто» (Barretto), который Рэй записал в сотрудничестве с вокалистами Рубеном Блейдсом и Тито Гомесом, стал наиболее продаваемым диском музыканта за всю его карьеру. Песня «Гуараре» (Guarare) с этой пластинки сразу стала настоящим хитом, а сам альбом был выдвинут на соискание премии «Грэмми» в 1976 году. Журналом «Лэтин Н. Й. Мэгезин» (Latin N. Y. Magazine) Барретто был назван лучшим конгеро 1975 и 1976 годов. Не ограничиваясь лишь латиноамериканской музыкой, в качестве конгеро Барретто принимал участие в записях дисков группами «Роллинг Стоунз» и «Би Джиз».
Несмотря на столь впечатляющие успехи, Рэй Барретто чувствовал себя уставшим от выматывающих ежедневных выступлений в ночных клубах. Он считал, что формат, задаваемый клубом, подавляет желание творить и не даёт возможностей для экспериментов. В канун нового, 1975 года, он и его сальса-группа последний раз выступали перед публикой. В дальнейшем, уже под названием «Гуараре», они продолжили работу лишь в студии, выпустив три альбома: «Гуараре» (1977), «Гуараре» (1979) и «Символическая волна» (La onda típica, 1981).
Кроме того, с 1976 по 1978 годы Рэй Барретто записал три альбома на «Атлантик Рекордз», включая песню «Ла куна» (La cuna), и был выдвинут на соискание «Грэмми» за диск «Завтра: концерт Барретто» (Tomorrow: Barretto Live). В 1979 на лейбле «Фаниа» Барретто выпустил сальса-диск «Рикан/стракшн» (Rican/struction), который журнал «Лэтин Н. Й. Мэгезин» назвал лучшим альбомом 1980 года, а самого Барретто — лучшим конгеро года.

## Последние годы жизни
В 1990 году Барретто наконец получил «Грэмми» за альбом «Ритм в сердце» (Ritmo en el corazón), записанный совместно с Селией Крус. В 1999 году имя Рэя Барретто занесено на скрижали Международного зала славы латиноамериканской музыки.
Живя в Нью-Йорке, Барретто продолжал оставаться активно работающим музыкальным продюсером, а также руководителем оркестра, гастролировавшего по США, странам Европы, в Израиле и странах Латинской Америки.
17 февраля 2006 года Рэй Баррето скончался в больнице университета Хакенсака от сердечной недостаточности и связанных ней осложнений. Его тело было доставлено самолетом в Пуэрто-Рико, где Институтом культуры Пуэрто-Рико музыканту были оказаны последние почести, после чего тело Рэя Барретто было кремировано.

## Дискография

### Сольные альбомы
- Pachanga with Barretto (Riverside, 1962)
- Latino! (Riverside, 1962)
- Charanga moderna (Tico, 1962)
- On Fire Again (Encendido otra vez) (Tico, 1963)
- The Big Hits Latin Style (Tico, 1963)
- Moderna de Siempre (Tico, 1963)
- Guajira y guaguancó (Tico, 1964)
- Viva Viva Watusi! (Polydor, 1965)
- Señor 007 (United Artists, 1965)
- El Ray criollo (Polygram, 1966)
- Latino con Soul (Jazzland, 1967)
- Fiesta en el barrio (Polydor, 1967)
- Acid (Fania, 1967)
- Hard Hands (Fania, 1968)
- Together (Fania, 1969)
- Barretto Power (Fania, 1970)
- The Message (Fania, 1971)
- Que viva la música (Fania, 1972)
- The Other Road (Fania, 1973)
- Indestructible (Fania, 1973)
- Barretto (Fania, 1975)
- Tomorrow: Barretto Live (Atlantic, 1976)
- Eye of the Beholder (Atlantic, 1977)
- Can You Feel It? (Atlantic, 1978)
- Rican/Struction (Fania, 1979)
- Giant Force (Fania, 1980)
- La cuna (CTI, 1981)
- Rhythm of Life (Fania, 1982)
- Todo se va poder (Fania, 1984)
- Aquí se puede (Fania, 1987)
- Irresistible (Fania, 1989)
- Handprints (Concord Picante, 1991)
- Soy Dichoso (Fania, 1992)
- My Summertime (Blue Note, 1995)
- Fuerza Gigante: Live in Puerto Rico April 27, 2001 (Universe, 2004)
- Barretto para bailar (Riverside, 1961)
- Cocinando suave (Riverside, 1962)
- La moderna & El watusi (Tico, 1962)
- Swing la moderna & Los cueros (Tico, 1964)
- Alma alegre (Jazzland, 1967)
- Soul Drummer (Fania, 1967)
- Carnaval (1972)
- Cocinando (Fania, 1972)
- Ray Barretto (T.H. Rodven, 1990)
- Live in New York (Messidor, 1992)

### Сборники
- Head Sounds (Fania, 1970)
- From the Beginning (Fania, 1971)
- Energy to Burn (Fania, 1977)
- Gracias (Fania, 1979)
- Descarga criolla (Palladium, 1992)

### С группой «Гуараре»
- Guarare (1977)
- Guarare (1979)
- La onda típica (1981)

### С Селией Крус
- Tremendo trío! (Fania, 1983)
- Ritmo en el corazón (Off-Beat, 1988)

### С «Нью Уорлд Спирит»
- Ancestral Messages (Concord Picante, 1992)
- Taboo (Concord Picante, 1994)
- My Summertime (Owl, 1995)
- Contact! (Blue Note, 1997)
- Portraits in Jazz and Clave (RCA, 2000)
- Trancedance (Circular Moves, 2001)
- Homage to Art Blakey and The Jazz Messengers (Sunnyside, 2003)
- Time Was — Time Is (O+ Music, 2005)